# Architecture chrétienne
 (octobre 2019).
L’architecture chrétienne désigne l'architecture des lieux de culte dans la religion chrétienne. La compréhension de cette architecture permet d'identifier les différents éléments qui la composent, restituer leur destination et leur articulation, mais aussi reconnaître le style architectural et l'histoire des lieux de culte chrétiens.

## Avant leVesiècle
Avant le Ve siècle, se développent l'architecture paléochrétienne et byzantine.

## VeauIXesiècle
Les dénominations de l'architecture de cette époque sont variables. On parle d'architecture préromane, d'architecture carolingienne ou ottonienne, selon les époques et les zones géographiques.
Voir articles principaux :
- Architecture religieuse au Moyen Âge,
- Art préroman en Espagne,
- Art carolingien.

Les premiers édifices religieux sont des baptistères :
- Ravenne,
- Baptistère Saint-Jean à Poitiers,
- Baptistère Saint-Jean à Florence.

Durant le règne de Charlemagne, la construction des églises s'accélère, sous l'effet de la christianisation de l'Europe. Byzance influence beaucoup l'art carolingien, et l'on trouve souvent des édifices à plan basilical, ainsi que quelques édifices à plan octogonal.
Sur quelque quatre-vingts églises construites dans l'empire carolingien, très peu subsistent aujourd'hui, car la plupart des édifices ont été détruits pendant la grande phase d'urbanisation des XIe et XIIe siècles pour laisser place à des bâtiments plus vastes. Quand il reste des vestiges, ce ne sont souvent que des cryptes (Auxerre).
Parmi les églises qui subsistent, on notera surtout la chapelle palatine d'Aix-la-Chapelle, construite vers 790-800 pour être la chapelle du palais de Charlemagne, ainsi que la petite église de Germigny-des-Prés, à proximité de l'abbaye de Fleury (aujourd'hui abbaye de Saint-Benoît-sur-Loire).
L'abbatiale d'Ottmarsheim, qui adopte le plan octogonal des églises carolingiennes, a en fait été construite aux alentours de l'An mil. C'est une transition vers le roman.

## Architecture duXIeauXIIIesiècle
Le style préroman naît en Italie et se développe dans le sud de la France. Un des monuments romans emblématiques en Italie est la cathédrale Notre-Dame de l'Assomption de Pise. Le plan basilical se généralise, tandis que le plan octogonal de la période carolingienne disparaît presque complètement.
Les premiers édifices qui apparaissent en France sont construits à partir des années 950-1000, principalement en Bourgogne (Cluny, puis Tournus, Saint-Bénigne à Dijon (dont seule subsiste la crypte), Chapaize, ou encore les réalisations de l'architecte lombard Guillaume de Volpiano.
En Champagne, la Basilique Saint Remi à Reims, l'église de Montier-en-Der, de très nombreuses églises romanes autour de Paris, ainsi que dans une zone qui s'étend entre Paris, Reims et Laon.
Des abbayes apparaissent le long des routes de pèlerinage : Conques, Sénanque, Fontfroide, Moissac, Le Thoronet, Saint-Benoît-sur-Loire, Le Bec Hellouin, le Mont-Saint-Michel, Vézelay…
Cathédrales romanes dans le sud de la France.
Les abbayes cisterciennes adoptent un style qui n'est ni roman ni gothique[réf. nécessaire]; comme le souhaitent les fondateurs de l'ordre cistercien, elles sont beaucoup plus dépouillées que les abbayes romanes, en réaction à la splendeur de Cluny ; elles ne présentent pas de décoration sculptée: Fontenay, Cîteaux, Noirlac…
La construction des cathédrales gothiques accompagne le vaste mouvement d'urbanisation du XIIe siècle, surtout en Île-de-France où les défrichements permettent d'augmenter la production agricole qui alimente les villes.
Le premier art « gothique » (le terme apparaît au XVe siècle,) naît avec la reconstruction du chœur et du chevet de la basilique Saint-Denis (1130 - 1144) entreprise. Les cathédrales gothiques sont construites sur le principe de la théologie de la lumière (Denys l'Aréopagite, disciple de saint Paul). Les vitraux font leur apparition. Après Saint-Denis, les premières cathédrales en style "gothique" sont Noyon vers 1160, la cathédrale de Sens (vers 1160 ?, archevêché avant Paris), Notre-Dame de Paris, Laon.
La cathédrale Notre-Dame de Reims est remarquable pour ses sculptures, tandis que les cathédrales Notre-Dame de Chartres et Saint-Étienne de Bourges présentent des vitraux d'une très grande finesse. D'une façon générale, nombre d'évêques s'efforcent de construire des cathédrales plus vastes et plus hautes que leurs homologues, en transformant ou en démolissant les bâtiments existant (Amiens, Beauvais…).

## Architecture de la Renaissance

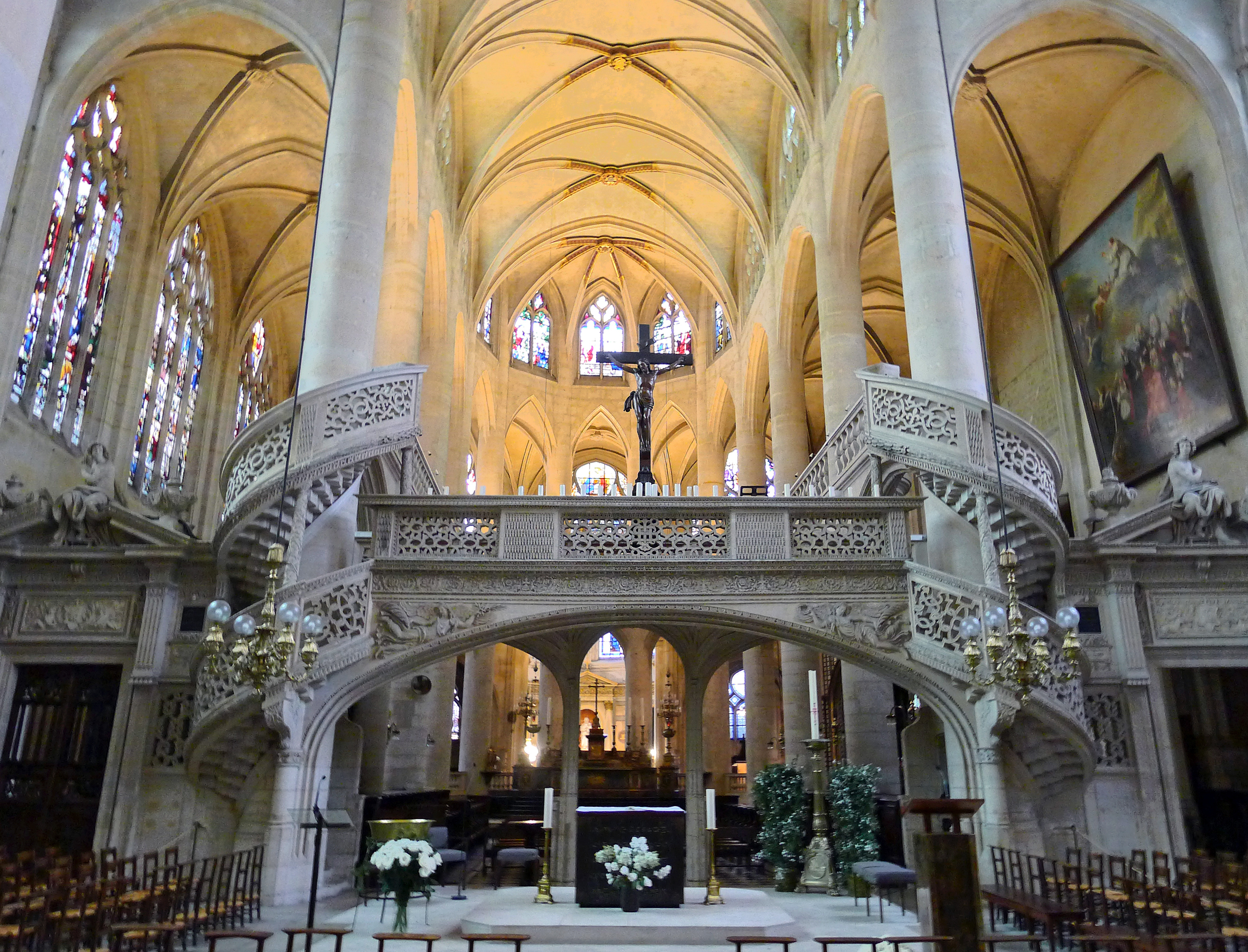
Jubé de l'église Saint-Étienne-du-Mont dessiné par Antoine Beaucorps, c.1600 ; les sculptures ont été réalisées par Pierre Biard.

Cette époque est marquée par la Réforme, de sorte que l'on observe des styles très différents selon les courants du christianisme.
Dans le catholicisme, on voit apparaître le style sulpicien au XVIe siècle. En réponse à la Réforme, le concile de Trente décide d'abandonner les jubés.
Les temples protestants sont plus dépouillés.

## Architecture duXVIIeauXIXesiècle
Persistance du style sulpicien (église Saint-Paul-Saint-Louis, église Saint-Thomas d'Aquin).
Églises de style baroque en Italie et en Allemagne.
Au XIXe siècle, on reprend des styles du passé (historicisme), en particulier le néo-gothique (achèvement de la cathédrale de Cologne, basilique Sainte-Clotilde à Paris, Votivkirche à Vienne, cathédrale Saint-Patrick à New-York), le néo-classicisme (église de la Madeleine à Paris), le néo-roman (Pauluskirche à Bâle, Temple neuf à Metz) ou encore le néo-byzantin (basilique du Sacré-Cœur, à Paris)
Églises

## Architecture desXXesiècleetXXIesiècle
À compter de la fin du XIXe siècle, de nouvelles techniques architecturales s'invitent dans la construction religieuse. Aujourd'hui, ces édifices forment un vaste domaine d'étude de l'architecture et des tendances artistiques.
On trouve encore des réalisations historicistes (église Saint-Sava de Belgrade, basilique du sanctuaire national de l'Immaculée Conception à Washington), en particulier dans le premier tiers du siècle. Toutefois, les possibilités nouvelles offertes par des matériaux comme le béton, l'acier, le verre, ainsi que les conceptions du courant moderne, donnent bientôt naissance à des bâtiments aux lignes en rupture nette avec la tradition et les styles historicistes. Cette architecture a produit de nombreuses églises (ou temple) de qualité, et cette tendance se poursuit au XXIe siècle. Mentionnons quelques œuvres marquantes: la chapelle Notre-Dame-du-Haut, le couvent de la Tourette, la cathédrale de Brasilia, l'église de la lumière d'Ibaraki. Le courant de l'architecture organique a aussi produit des églises de qualité, par exemple avec l'architecte hongrois Imre Makovecz à Siófok.
D'autre part, des matériaux comme la brique ou le bois ont également été utilisé de façon remarquable (cathédrale de la Résurrection d'Évry, église de la Croix (Lahti), Chapelle Thorncrown, Arkansas).

### Développement
L'architecture des nouveaux édifices était souvent simple et fonctionnelle et à la recherche de solutions innovantes au point de vue technique. Le béton, par exemple, devient un des principaux matériaux innovants. Au point de vue du style, le modernisme apparaît pour la première fois comme style architectural dans les années 1920 puis se développe à l'échelle mondiale dans les années 1930 en concurrence avec l'art-déco. Contrairement à l'art-déco, le modernisme tourne le dos aux traditions architecturales du passé, s'intéresse peu à la décoration et assure principalement la fonction du bâtiment.
Deux églises construites à Paris à la fin du XIXe siècle, début du XXe siècle, ont provoqué de vives discussions du fait de l'utilisation de nouvelles technologies : l'église Notre-Dame-du-Travail construite de 1897 à 1902, selon le projet de l'architecte Jules-Godefroy Astruc, qui utilise une armature métallique innovante et une charpente en poutrelles apparentes, et l'église Saint-Jean de Montmartre (de style art nouveau), due à l'architecte Anatole de Baudot, qui est la première église en ciment armé recouvert de briques et de céramiques (1894-1904).
Les destructions causées par la Première Guerre mondiale en Europe ont nécessité la construction de nombreuses nouvelles églises dans les années 1920 et 1930, notamment en France et en Belgique. Dans les régions fortement touchées par la guerre, la restauration et la construction d'églises n'étaient certainement pas une priorité par rapport à la reconstruction des routes ou des bâtiments administratifs ou encore nécessaires à l'économie du pays. C'est pourquoi, dans les années 1920, seuls quelques bâtiments sont remis dans leur état primitif. En priorité ceux qui étaient classés monuments historiques. Dans la plupart des cas, ces restaurations sont réalisées en matériaux et suivant des plans traditionnels. Les formes architecturales néoromantiques ou néo-gothiques, familières aux yeux des Européens, permettant de reprendre les options décoratives habituelles et l'utilisation de la brique, matériau des plus économique, oblige les architectes à reproduire, consciemment ou non, l'aspect des bâtiments disparus. Puis les projets de reconstruction des églises ont commencé à offrir de plus en plus de variantes tant au point de vue des matériaux utilisés, que des plans et de leur mise en forme. Ces variantes sont autant de signes évidents de résolutions novatrices de leurs initiateurs.
Des changements lents mais évidents ont commencé au XXe siècle dans le catholicisme lui-même quant à la liturgie (généralisés après la Seconde Guerre mondiale par le Concile Vatican II) et demandaient une participation plus active à la prière officielle et solennelle à l'intérieur des églises. Depuis le début du XXe siècle, à l'initiative du Pape Pie X, une liturgie communautaire a progressivement commencé à être introduite, dans laquelle l'assemblée des fidèles laïcs joue un rôle plus actif en étant placée littéralement autour de l'autel et plus dans la nef. Ce rassemblement des fidèles exige que soit dégagé l'espace situé près de l'autel, là où est célébrée l'Eucharistie. L'autel doit devenir visible de n'importe quel point à l'intérieur de l'église sans que des obstacles architecturaux soient interposés. Cela permet, dans les nouvelles églises construites, de faciliter la participation à la liturgie. Apparaissent alors dans les intérieurs des églises de vastes surfaces, débarrassées de toute cloison, de tout mur ou colonne entre l'autel et l'espace réserve aux fidèles. C'est l'introduction de nouveaux matériaux et techniques qui a permis la réalisation de cette nouvelle organisation des surfaces.
Le plan des nouvelles églises vise aussi à augmenter la surface réservée aux fidèles pour pouvoir en accueillir davantage. À cet égard, l'utilisation d'un matériau comme le béton a permis de réaliser de grandes surfaces planes au sol dont le coût était peu élevé,.

### Art déco
Même si l'architecture faite de nouveaux matériaux était simple et fonctionnelle, la sensibilité religieuse et artistique du début du XXe siècle exigeait la présence d'éléments décoratifs. Durant la première moitié du siècle, le courant Art déco va devenir influent dans les beaux-arts et dans les arts décoratifs, d'abord en France et en Belgique, puis en Europe, en Amérique et en Asie. L'exposition internationale des Arts décoratifs et industriels modernes, qui a lieu à Paris en 1925, a donné son nom à toute la famille des styles regroupés sous le nom d'Art déco.
Le principal élément innovant dans les années 1920 n'était plus le métal mais le béton. Son faible coût le rend précieux pour la période d'après-guerre. Mais utilisé partout depuis le remplissage des fondations jusqu'aux voûtes des charpentes, le béton va d'une part être caché par des épaisseurs de briques (comme pour l'église Saint-Léon de Paris) ou d'autres matériaux (céramique) et, d'autre part, être utilisé pour réaliser non seulement des éléments architecturaux mais également des compositions en relief, des sculptures. Il devient matériel décoratif.

### Modernisme
L'architecture moderniste se développe dans les années 1920 et 1930 en concurrence avec le style Art déco. Contrairement à l'Art Déco, le modernisme tourne le dos aux traditions architecturales du passé et rejette toute décoration. Dans les années 1920, ces deux styles n'étaient pas encore strictement délimités et les architectes les mélangeaient souvent dans des proportions différentes selon leur goût, mais à la fin des années 1930, le modernisme s'est finalement libéré de tout décorativisme.
L'introduction du modernisme dans l'architecture des églises dans les années 30 n'est pas fortuit. C'était l'un des instruments du mouvement liturgique dans l'Église Catholique, qui a commencé dans la seconde partie du XIXe siècle. La première étape de ce mouvement s'est terminée après la Seconde Guerre mondiale. Il est caractérisé par la priorité donnée à l'esthétique, à la renaissance des formes médiévales et expressions de piété telles que : le chant grégorien, les vêtements et ornements liturgiques, etc. C'est à ces caractéristiques que se réfère la décoration des églises de France telles que la basilique Notre-Dame de Brebières, l'église Saint-Jean de Montmartre, l'église Saint-Léon de Paris, et de nombreuses autres églises des années 1920.
Les années 1930 sont devenues une étape de transition à partir de la recherche décorative de l'Art déco jusqu'au modernisme pur qui répond aux idées des réformateurs de la liturgie catholique. Ce n'est pas un hasard si la deuxième étape du mouvement liturgique est appelée « réformatrice ». Le résultat de son action sera repris plus tard dans le décret du concile Vatican II sur la possibilité et même la nécessité d'utiliser à des fins de prédication (y compris dans les lieux saints) toutes les formes et tous les types d'art moderne.